# Marguerite de Città di Castello
Marguerite da Città di Castello ou Marguerite de Metola appelée aussi « l'aveugle de la Metola »), née en 1287 à Metola, une frazione de Mercatello sul Metauro (province de Pesaro et Urbino), morte le 13 avril 1320 à Città di Castello (province de Pérouse), est une sainte italienne. Elle est fêtée le 13 avril.

## Biographie
Marguerite naît vers 1287 dans le château de Metola, proche de Mercatello del Metauro. Née aveugle, naine et difforme, ses parents, nobles et riches, ne supportent pas cette humiliation. Son père la fait enfermer dans une cellule jouxtant la chapelle du château, afin de cacher celle qui est la honte de la famille. L'enfant occupe sa solitude dans la prière. Au bout de 14 ans d'emprisonnement, les parents de Marguerite la portent à Città di Castello, sur la tombe de Fra Giacomo, un franciscain mort récemment en odeur de sainteté, afin d'obtenir sa guérison. Le miracle n'ayant pas eu lieu, les parents de la jeune fille la laissent à Città di Castello, livrée à elle-même et sans ressources.
Pendant plusieurs mois, Marguerite mène une vie de vagabond et doit mendier sa nourriture. Finalement, elle trouve refuge dans le couvent Sainte-Marguerite. Toutefois, sa piété et les mortifications extraordinaires qu'elle s'inflige suscite sa persécution par des religieuses, jalouses d'une telle sainteté chez une jeune fille, et finissent par la jeter dehors. Après un second séjour à la rue, Marguerite est recueillie par un couple, qui lui donne une chambre et lui laisse la liberté de s'adonner à la prière et aux mortifications. Marguerite se met au service de cette famille et prend en charge la formation chrétienne des enfants. Elle s'occupe aussi de faire la charité aux pauvres. La rumeur concernant sa sainteté se répand dans Città di Castello, et de nombreuses personnes viennent la consulter, pour lui demander des conseils ou des prières,.
Les ascèses de Marguerite se constituent de jeûne continuel, de veilles prolongées, dormant par terre seulement deux heures par nuit. Ayant réalisé son rêve de revêtir l'habit dominicain, elle vit comme tertiaire de l'ordre, en menant une vie monastique dans sa maison d'adoption. Elle participe chaque jour à la messe, où elle a de fréquentes extases. Marguerite finit ses jours dans la maladie et meurt le 13 avril 1320, âgée de 33 ans.

## Vénération
Le culte dont Marguerite de Castello fait l'objet est attesté dès sa mort. Devançant le jugement de l'Église, les fidèles lui attribuent le titre de bienheureuse mais ce n'est que le 19 octobre 1609 que le pape Paul V procède à la confirmation du culte de Marguerite de Castello. En 1675, le pape Clément XI accorde à l'ensemble de l'Ordre dominicain et au diocèse de Pérouges de pouvoir célébrer la messe et l'office de la bienheureuse Marguerite. Sa fête est fixée au 13 avril.
Le 24 avril 2021, le pape François procède à la canonisation équipolente de Marguerite de Castello, qui lui accorde le titre de sainte et étend son culte à l’Église universelle.
La dépouille de Marguerite de Castello est exhumée le 9 juin 1558, et portée en procession jusqu'à l'Église San Domenico. À l'occasion, le corps est découvert intact, légèrement momifié. Il est depuis exposé à la vénération des fidèles sous le maître-autel de l'église San Domenico.